# 蓑田勝亮
蓑田 勝亮（みのた かつすけ、1926年8月22日 - 2008年1月26日）は、日本の経営者。日本水産社長を務めた。

## 経歴
鹿児島県出身。1948年に東北大学法文学部を卒業し、同年に日本水産に入社。1978年6月に取締役に就任し、1982年6月に常務、1983年6月に専務、1986年6月に副社長を経て、1991年6月に社長に就任。1995年6月に取締役相談役に就任し、1996年6月には相談役に就任。
1998年4月に勲三等旭日中綬章を受章。
2008年1月26日呼吸不全のために死去。81歳没。